# 65-й укреплённый район
65-й укреплённый район, Мозырский укреплённый район — формирование (воинская часть) и оборонительное сооружение (укреплённый район) вооружённых сил СССР в Великой Отечественной войне.

## История
Как воинская часть сформирован в Белорусском особом военном округе 4 июня 1941 года.
Управление коменданта укреплённого района под названием Управления Припятского сектора ПВО существовало с 1930 года.
Строительство Мозырского укрепрайона как фортификационного сооружения началось в 1930 году и закончилось в 1938 году. Полоса обороны района составляла 128 километров от Копаткевичей до Лельчиц. Северный сектор района занимал полосу от Копаткевичей до Припяти по реке Птичь, южный сектор от Припяти до Лельчиц по реке Уборть. Глубина обороны района на основных направлениях достигала 5-6 километров. Всего в составе района было 181 долговременное оборонительное сооружение, разделённых на четыре участка обороны севернее Припяти и девять южнее. Район располагал 176 пулемётными точками на 433 станковых пулемёта и двумя артиллерийскими полукапонирами на 2 76-мм пушки.
В 1936 году в состав гарнизона района входили 18-й отдельный пулемётный батальон, 4-я отдельная пулемётная рота, 7-я артиллерийская бригада, 153-я отдельная рота связи и 93-й отдельный сапёрный батальон.
К началу войны гарнизон района состоял из трёх пулемётных батальонов, одного артиллерийского полка, сапёрной роты и роты связи. Район располагал четырьмя 76,2-мм дивизионными пушками образца 1902 г при 720 снарядах, 47 пулемётами ДП, 434 пулемётами «Максим», 1588 винтовками при 3 794 000 патронах к ним, 60 револьверами «Наган» и пистолетами ТТ при 3678 патронах к ним, 57 сигнальными пистолетами и 5 шашками. В распоряжении района имелись 5 грузовых автомашин ГАЗ-АА, 1 пикап, 101 повозка, 34 двуколки, 13 полевых кухонь, 32 радиостанции «6-ПК», 24 перископа 4х Т4 и 57 перископов 10х ПДН-2. По мобилизации район должен был получить 8 тракторов ЧТЗ-С-60, 9 автомашин ГАЗ-А и ещё 61 грузовую автомашину ГАЗ-АА.
В действующей армии с 22 июня 1941 года по 27 декабря 1941 года.
Собственно в полосе района широкомасштабных боевых действий не было; первые войска противника появились только 29 июля 1941 года (разведывательный батальон). Укрепления района были оставлены лишь 19 августа 1941 года в связи со взятием Гомеля. Директивой Ставки № 001092 от 19 августа 1941 года предписывалось эвакуировать вооружение района, уничтожить сооружения района и отвести все войска (включая отошедшие остатки двух дивизий) за Днепр .
Район эвакуировался, вышел в расположение 21-й армии и поступил в распоряжение главкома западного направления. Дальнейшая судьба воинской части неизвестна.
Район как воинская часть расформирован 27 декабря 1941 года (но в составе РККА с 1 сентября 1941 года не значится).

## Состав формирования
- Управление
- 5-й отдельный пулемётный батальон
- 33-й отдельный пулемётный батальон
- 214-й отдельный пулемётный батальон
- 407-й артиллерийский полк
- 407-й артиллерийский парк
- 8-я отдельная сапёрная рота
- 139-я отдельная рота связи
- 236-я отдельная транспортная рота
- 99-я полевая хлебопекарня [5]

## В составе
| Дата            | Фронт (округ)     | Армия     | Корпус (группа) | Примечания                                    |
| --------------- | ----------------- | --------- | --------------- | --------------------------------------------- |
| 22.06.1941 года | Западный фронт    | -         | -               | -                                             |
| 01.07.1941 года | Западный фронт    | -         | -               | -                                             |
| 10.07.1941 года | Западный фронт    | -         | -               | -                                             |
| 01.08.1941 года | Центральный фронт | 3-я армия | -               | -                                             |
| 01.09.1941 года | Западный фронт    | -         | -               | в распоряжении главкома Западного направления |

## Коменданты района
- майор Иван Маркианович Максимейко пропал без вести в августе 1941 под Могилевом.